# Sulpicjusz Sewer
Sulpicjusz Sewer (łac. Sulpitius Severus lub Sulpicius Severus, ur. ok. 363, zm. ok. 420) – prawnik, historyk i hagiograf łaciński, pochodzący z rzymskiej Galii, w wieku około 30 lat nawrócony na chrześcijaństwo. Uważa się go powszechnie za jednego z najwybitniejszych prozaików późnej starożytności. Autor Żywota świętego Marcina – dzieła, które cieszyło się przez wieki niebywałą popularnością i wywarło olbrzymi wpływ na kulturę, religię, a nawet politykę europejską. Nazywany jest jednym z ojców hagiografii i chrześcijańskim Salustiuszem.

## Życie
Skromne informacje o życiu Sulpicjusza zachowały się w jego własnych pismach, a także w listach Paulina z Noli oraz życiorysie, który sporządził Gennadiusz z Marsylii. Paulin był przyjacielem pisarza a Gennadiusz opierał się na relacjach osób, które znały Sulpicjusza osobiście, stąd ich przekazy uważa się za wiarygodne.

### Okres świecki
Sulpicjusz Sewer urodził się w Akwitanii około roku 360 – większość badaczy przyjmuje, że w roku 363, ale część uważa, iż kilka lat wcześniej. Pochodził ze znakomitej rodziny galijskiej, której członkowie zasiadali w rzymskim senacie. W IV wieku rodzina podupadła jednak majątkowo i przestała odgrywać znaczącą rolę polityczną. O jego rodzicach nic bliższego nie wiadomo, zachowała się tylko informacja, że Sulpicjusz miał siostrę.
Studiował w akwitańskiej Burdigalii (współczesne Bordeaux). W wieku około dwudziestu lat rozpoczął pracę zarobkową jako prawnik. Wkrótce został wziętym adwokatem, znanym z wyjątkowego talentu oratorskiego. Podczas kariery prawniczej zaprzyjaźnił się z wieloma znaczącymi w Galii drugiej połowy IV wieku ludźmi, między innymi z Paulinem z Noli, i uważany był za osobę o bardzo wysokiej pozycji społecznej.
Około roku 390 Sulpicjusz nawrócił się na chrześcijaństwo i ożenił. Motywy jego nawrócenia nie są dokładnie znane, ale najprawdopodobniej związane były z małżeństwem, gdyż rodzina narzeczonej wyznawała chrześcijaństwo. Młodziutka, kilkunastoletnia żona (nieznana z imienia) wniosła w posagu znaczne majętności, co uwolniło Suplicjusza od trosk materialnych.
Kilka miesięcy później doszło do wydarzenia, które zmieniło życie przyszłego pisarza. Zmarła jego żona, będąc prawdopodobnie w ciąży. Zrozpaczona teściowa Bassula przekazała Sulpicjuszowi cały majątek rodzinny. Znakomity adwokat, człowiek wówczas już bardzo bogaty i o wysoko sięgających koneksjach, przeżył głęboki wstrząs emocjonalny i wycofał się z działalności zawodowej.
Nie wiadomo dokładnie kiedy, ale przypuszczalnie po kilku miesiącach od śmierci żony, Sulpicjusz podjął radykalną decyzję. Mimo że całe dotychczasowe życie dążył do odbudowy pozycji finansowej i politycznej rodziny a obawiał się biedy, postanowił porzucić pozycję społeczną i bogactwa. Pieniądze i większość posiadłości rozdał pomiędzy ubogich, a sam osiedlił się w majątku Primuliacum. Pozostawił sobie tytuł własności i zarząd tej posiadłości. Dokładna lokalizacja Primuliacum nie jest znana, prawdopodobnie leżało ono w południowej Akwitanii lub w Galii Narbońskiej.

### Okres zakonny
W Primuliacum do Sulpicjusza dołączyła jego teściowa oraz grupa znajomych, przyjaciół, zakonników, a nawet niewolników. Dla okolicznej ludności Sulpicjusz ufundował kościół, w którym odprawiano nabożeństwa. W majątku prowadzono intensywne życie religijne i intelektualne, przypominające to, które Augustyn z Hippony wiódł w Cassiciacum u boku św. Moniki. Modlono się, czytano, prowadzono dysputy religijne i noszono włosiennice, ale nie przypominało to życia w surowych klasztorach, jakie zakładali św. Marcin czy Pachomiusz.
Podczas dysput w Primuliacum często padało imię biskupa Marcina z odległego Tours, który uchodził za postać wielce kontrowersyjną – wychwalaną przez jednych a ganioną przez innych. Sulpicjusz, który wybrał się na pielgrzymkę do grobu świętego Feliksa, zawędrował w roku 394 lub 395 nad Loarę, aby wyrobić sobie własny pogląd na temat Marcina. Został przyjaźnie powitany a osobowość oraz rozległa działalność biskupa Tours wywarły na nim silne wrażenie. Pod wpływem tej fascynacji postanowił spisać dzieło na temat życia Marcina. Do listopada roku 397 (śmierci biskupa) kilkukrotnie podróżował między Primuliacum a Tours, zbierając materiały do swojej pracy.
Żywot, który w ostatecznej wersji został opublikowany prawdopodobnie kilka miesięcy po pogrzebie św. Marcina, od razu zyskał wielką popularność. Spotkał się jednak z krytyką ze strony części wpływowego duchowieństwa i galijskiej arystokracji. Krytyka działalności Marcina, występująca jeszcze za życia świętego, nasiliła się po jego śmierci. W obronie dorobku zmarłego biskupa oraz własnego dzieła napisał Sulpicjusz w latach 397–398 Listy,, a w latach 403–404 Dialogi. W Listach przedstawił argumenty wskazujące na świętość Marcina, a w Dialogach dowodził, że Marcin był jednym z największych ascetów i mistrzów duchowych chrześcijaństwa. W obu tych dziełach Sulpicjusz nie szczędził krytyki i złośliwości duchowieństwu galijskiemu.
Po roku 403 (dokładna data nie jest znana) Sulpicjusz rozpoczął żmudną pracę erudycyjną, pisząc Kronikę, w której zamierzał przedstawić historię świata z punktu widzenia chrześcijaństwa. Dzięki badaniom współczesnych naukowców wiadomo, że Sulpicjusz musiał zebrać w Primuliacum pokaźną bibliotekę, bo opierał się na wielu różnorakich źródłach, które oddawał z niezwykłą rzetelnością.
W ostatnim okresie życia nie wyjeżdżał już z Primuliacum, chociaż prowadził ożywioną korespondencję z przyjaciółmi w całej Galii. W regionie zapoczątkował ewangelizację, dla potrzeb której ufundował baptysterium. Przyjął też święcenia kapłańskie, a w kościele przy ołtarzu ustawił wizerunki świętego Marcina i Paulina z Noli. Ponieważ Gennadiusz przekazał, że jako kapłan Sulpicjusz skłaniał się ku semipelagianizmowi, lecz następnie z tych poglądów się wycofał i nałożył na siebie pokutę milczenia, badacze twierdzą, że pisarz umarł po roku 414, kiedy to semipelagianizm zaczął oddziaływać na środowiska kościelne w Galii. Większość uczonych uznaje za orientacyjną, przybliżoną datę śmierci Sulpicjusza, rok 420.

## Dzieła

### Żywot świętego Marcina
Najsłynniejsze dzieło Suplicjusza to biografia Marcina z Tours rozpoczynająca się od narodzin bohatera. Ponieważ autor nie zrelacjonował śmierci Marcina, choć w niektórych fragmentach pisał o nim jako osobie zmarłej, część badaczy wysunęła hipotezę, że dzieło miało dwie redakcje. Pierwsza została ukończona w roku 396, gdyż wiadomo, że wówczas czytał Żywot Paulin z Noli. Po śmierci Marcina w listopadzie 397 roku, wobec krytyki jaką wywołała ocena postaci biskupa Tours i jego biografia, autor dodał kilka polemicznych fragmentów, między innymi nowe zakończenie. Pod koniec 397 lub na początku 398 roku Żywot został opublikowany i od razu cieszył się wielkim powodzeniem.
Pisząc Żywot Sulpicjusz zastosował do swojej pracy wszelkie wymogi stawiane przed dziełem historiograficznym, wzorując się przede wszystkim na Tacycie i Swetoniuszu. Zbierał informacje z różnych źródeł i starał się udokumentować przytaczane fakty. Podawał dokładnie źródła, z których zaczerpnął poszczególne informacje. Były to wspomnienia samego Marcina oraz relacje osób, które były świadkami różnych wydarzeń. Osoby te wymieniał z imienia a niekiedy podawał dokładniejsze o nich dane. Gdy nie był pewien wiarygodności jakiejś informacji, zaznaczał to stosując formułę tak się mówi. Niektóre wydarzenia opowiedział jako naoczny świadek, ale przytaczał wówczas imiona innych osób, które mogły potwierdzić jego relacje.
Z drugiej strony Sulpicjusz z wykształcenia był świetnym retorem, więc w swojej prozie zastosował zasady sztuki retorycznej sformułowane przez Cycerona i Kwintyliana. Żywot został napisany w retorycznym rodzaju osądzającym z zastosowaniem wszystkich trzech stylów – niskiego, wysokiego i średniego. Sulpicjusz wychwalał Marcina dowodząc, że był wyższy od świętych Wschodu, Ojców Pustyni, innych świętych biskupów – równy prorokom i apostołom, a nawet zbliżył się do Chrystusa poprzez swoje cuda. W niektórych fragmentach dzieła, stosując styl wysoki, opisał swojego bohatera w sposób wzbudzający emocje, dążąc do „poruszenia” odbiorcy.
Marcina przedstawił Sulpicjusz jako żołnierza z musu, biskupa z obowiązku, mnicha z wyboru, przede wszystkim zaś jako mistrza duchowego i cudotwórcę. Postać została zbudowana według antycznego wzorca mędrca i filozofa oraz chrześcijańskiego wzorca męża bożego – połączonych w postać, która idzie przez świat dając świadectwo najwyższym wartościom. Z jednej strony Sulpicjusz używał w swoim dziele klasycznych pogańskich toposów, jak w motywach o złym-dobrym zbójcy czy prostaku-mędrcu, z drugiej dokonał transpozycji cudów starotestamentowych, wskazując na Marcina jako kontynuatora misji proroków.

### Listy
Listy stanowią niejako uzupełnienie Żywota. Jak wynika z ich treści, Sulpicjusz nie był świadkiem śmierci Marcina ani uczestnikiem pogrzebu biskupa. Nie dysponując wiarygodnymi relacjami, nie dołączył informacji o tych wydarzeniach do biografii Marcina, tylko opowiedział o nich w bardziej subiektywnej formie listu. Listy miały wyraźny charakter polemiczny – bronił w nich Sulpicjusz dorobku swojego bohatera, jak i wartości biografii, którą napisał.
W pierwszym liście, do kapłana (później biskupa) Euzebiusza, Sulpicjusz podniósł kolejne argumenty za świętością Marcina, polemizując z krytykami Żywota. W liście drugim, do diakona Aureliusza, opowiedział w jaki sposób dowiedział się o śmierci Marcina, zapisał własne rozważania związane z tym wydarzeniem i wyraził nadzieję, że święty będzie się za nim wstawiał w niebie. W liście trzecim, do teściowej Bassuli, przedstawił zebrane przez siebie informacje na temat śmierci i pogrzebu Marcina.

### Dialogi o życiu świętego Marcina
Dwie księgi dialogów (Dialogorum libri II) relacjonują dyskusję toczoną pomiędzy trójką przyjaciół – Sulpicjuszem Sewerem, Gallusem (uczniem Marcina) oraz Postumianem, który po trzyletnim pobycie na Wschodzie powrócił do Galii. Dzieło rozpoczyna się od opowieści Postumiana o życiu i cudach świętych mężów w Egipcie. Postumian podał w niej wiele, skądinąd nieznanych, informacji o zakonnikach i rozwoju klasztorów na Wschodzie. W odpowiedzi Gallus starał się wykazać, że święty Marcin przewyższał wschodnich ascetów dzięki świętości życia, zrozumieniu istoty duchowości chrześcijańskiej oraz apostolskiej działalności. W drugiej księdze krąg uczestników dialogu poszerza się (inruit turba monachorum) a Sulpicjusz wprowadził motyw patriotyczny – okoliczni księża i zakonnicy z radością słuchali opowieści o wyższości biskupa i zakonnika z Galli nad świętymi mężami ze Wschodu.

### Kronika
Kronika (Chronicorum libri II) zawiera zarys historii świata oparty na przekazie biblijnym, a następnie dzieje chrześcijaństwa do początków V wieku, powiązane z historią cesarstwa rzymskiego. Poza Starym Testamentem, głównymi źródłami dla Sulpicjusza były dzieła Euzebiusza z Cezarei i św. Hieronima. Wykorzystał też prace co najmniej kilkunastu innych pisarzy. Swoje źródła relacjonował dokładnie. Czasy sobie współczesne Sulpicjusz przedstawił samodzielnie. Opisując upadek moralności w IV i V wieku, autor doszedł w ostatnich akapitach dzieła do wniosku, że zjawisko to zwiastuje koniec epoki.
Pierwsza księga Kroniki była skrótem ksiąg historycznych Starego Testamentu, od stworzenia świata do narodzenia Chrystusa. Sulpicjusz pominął zagadnienia prawne i kultowe, nie streszczał ksiąg prorockich czy poetyckich. Okres opisany w Ewangeliach i Dziejach Apostolskich pominął, gdyż jak twierdził, nie czuł się na siłach, by udźwignąć tak wielki ciężar. Drugą księgę autor rozpoczął od pobieżnej relacji z okresu prześladowań chrześcijan. Przechodząc do czasów Konstantyna Wielkiego opowiedział o znalezieniu drzewa Krzyża Świętego i obszernie przedstawił dzieje kontrowersji ariańskiej, ale tylko do śmierci św. Hilarego w roku 367. Końcowe fragmenty dzieła poświęcone zostały przede wszystkim historii pryscylianizmu.
Kronika była skrótem historii (compendiosa lectione), jakich pod koniec starożytności powstało wiele. Wyróżniała się jednak elegancką łaciną, wzorowaną na Liwiuszu, Tacycie i Salustiuszu. Stanowi też cenne źródło dla współczesnych badaczy ze względu na rzetelność jej autora.

## Recepcja

### Literatura
Przez sobie współczesnych Sulpicjusz był uważany za twórcę wybitnego, a jego prace naśladowano jeszcze za życia pisarza i wkrótce po jego śmierci. Pod wpływem prozy Sulpicjusza napisali własne dzieła Paulin z Noli, Paulin autor Żywota świętego Ambrożego, Hilary z Arles (Żywot świętego Honorata), Uranius (Żywot Paulina z Noli), Posydiusz z Kalamy (Żywot świętego Augustyna). Wychowany na pogańskiej kulturze klasycznej subtelny pisarz stał się w ten sposób, obok Atanazego z Aleksandrii, jednym z dwóch ojców hagiografii europejskiej.
W drugiej połowie V wieku Żywot przerobił wierszem Paulin z Périgueux (Petricordii). Określił on swoje dzieło jako translatio lub transcripta oratio. Ponownie przerobił Żywot na utwór wierszowany Wenancjusz Fortunat w VI wieku. Grzegorz z Tours oparł się na Sulpicjuszu w swojej Historii Franków, a za nim podobnie robili wszyscy kronikarze średniowieczni.
Dzieła Sulpicjusza stały się punktem wyjścia dla całej późniejszej literatury o świętym Marcinie. Dodawano w niej co prawda legendy i cuda pośmiertne, ale schemat opowieści pozostawał niezmieniony. W średniowieczu biografia Marcina znalazła się we wszystkich zbiorach legend, na przykład Złotej legendzie Jakuba de Voraigne. Powstawały wielce popularne Martiniana – zbiory utworów o Marcinie będące przeróbkami Sulpicjusza. Olbrzymia liczba hymnów liturgicznych, pieśni, a nawet piosenek opierała się na tekście Sulpicjusza, który przerabiano także na misteria, bardzo popularne do XVI wieku w całej Europie.
O ile Żywot, Listy i Dialogi było powszechnie znane i cieszyły się ogromną popularnością, to Kronika zachowała się tylko w jednym średniowiecznym rękopisie. Wzbudziła natomiast zachwyt u pisarzy renesansowych. Joseph Scaliger, na przykład, stwierdził że Sulpicjusz był „wśród pisarzy kościelnych piszącym w najczystszym języku” (ecclesiasticorum purissimus scriptor).

### Kult św. Marcina
Wśród badaczy tej problematyki występuje różnica zdań w sprawie roli, jaką Sulpicjusz Sewer odegrał w narodzinach i rozwoju kultu świętego Marcina. Część uważa, że autor Żywota był jedynie wyrazicielem istniejącego już za jego życia kultu. Większość uczonych jest zdania, że w IV-wiecznej Galii było wiele postaci, które były co najmniej równe Marcinowi świętością, sławą i znaczeniem – np. Delfin z Bordeaux, Wiktryk z Rouen czy Paulin z Noli. Jednak biografia pióra Sulpicjusza – poruszająca czytelników i napisana w pięknej łacinie – cieszyła się ogromną popularnością i przyczyniła się do szybkiego rozwoju kultu Marcina – najpierw w Galii, a potem w całej chrześcijańskiej Europie.
Postać Marcina, taka jak ją czczono przez wieki, była znana przede wszystkim z literackiego ujęcia w pracach Sulpicjusza. Dlatego liczne fragmenty dzieł Sulpicjusza wywarły olbrzymi wpływ na szeroko rozumianą kulturę i politykę. Najbardziej dobitnym przykładem jest opowiadanie o wydarzeniu z Amiens – historia o tym, jak Marcin okrył własnym płaszczem biedaka była powielana w niezliczonych motywach literackich oraz ikonograficznych. „Płaszczyk” Marcina (capella) stał się jedną z najważniejszych relikwii chrześcijaństwa. Powiewał, na przykład, nad rycerstwem europejskim podczas bitwy pod Poitiers z muzułmanami.

## Krytyka
Dzieła Sulpicjusza cieszyły się niesłabnącą popularnością i wiarygodnością aż do XVIII wieku. Jako pierwszy zarzucił Sulpicjuszowi kłamstwa francuski wydawca z okresu oświecenia, Leclerc, podważając wiarygodność całej twórczości starożytnego autora. Tezy te podjął inny francuski historyk E.C. Babut w dziele S.Martin de Tours, wydanym w Paryżu w roku 1912. Według badań Babuta Marcin był postacią historyczną, ale jego biografia była literackim wymysłem Sulpicjusza. Dzieła Sewera, w opinii Babuta, były zlepkiem opowiadań zaczerpniętych z Biblii, legend o mnichach i wymyślonych przez Sulpicjusza niewiarygodnych opowieści, które zyskały popularność dopiero wówczas, gdy zmarli ludzie znający Marcina osobiście.
Hiperkrytyczne stanowisko Babuta spotkało się z reakcją wielu uczonych specjalizujących się w dziejach literatury starożytnej. Głos zabrali między innymi jeden z najwybitniejszych specjalistów od hagiografii, bollandysta Hippolyte Delehaye (który wcześniej udowodnił niewiarygodność legend o świętym Mikołaju), historyk starożytnej Galii C. Julian czy współczesny historyk literatury francuskiej J. Fontaine. Wykazali oni, że literackie motywy i zasady retoryki, za pomocą których Sulpicjusz wystylizował Żywot, nie dają podstaw, aby autorowi zarzucać kłamstwa i świadomy montaż postaci. Zdaniem większości współczesnych badaczy dzieła Sulpicjusza są wiarygodne – trzeba tylko spod stylizacji hagiograficznej i retorycznej wydobyć prawdziwą postać świętego Marcina.

### Biografia pióra Gennadiusza z Marsylii
- Gennadi Marsiliensis De scriptoribus Ecclesiasticis liber. Caput XIX. W: Patrologiae cursus completus: sive biblioteca universalis, integra uniformis, commoda, oeconomica... Jacques Paul Migne (ed.). Paryż: Jacques Paul Migne, 1847, s. 1072–1073, seria: Patrologia Latina T. 68. (łac.).

### Wydania dzieł Sulpicjusza Sewera
- Sulpicii Severi Chronicorum. W: Sulpicii Severi libri qui supersunt. Carolus Halm (ed.). Wiedeń: Hoelder-Pichler-Tempsky, 1866, s. 3–105, seria: CSEL Vol. 1. (łac.). Kronika.
- Vita Sancti Martini Episcopi et Confessoris. W: Sulpicii Severi libri qui supersunt. Carolus Halm (ed.). Wiedeń: Hoelder-Pichler-Tempsky, 1866, s. 107–137, seria: CSEL Vol. 1. (łac.). Żywot świętego Marcina.
- Epistula prima ad Eusebium. W: Sulpicii Severi libri qui supersunt. Carolus Halm (ed.). Wiedeń: Hoelder-Pichler-Tempsky, 1866, s. 138–141, seria: CSEL Vol. 1. (łac.). List pierwszy, do Euzebiusza.
- Epistula secunda ad Aurelium Diaconum. W: Sulpicii Severi libri qui supersunt. Carolus Halm (ed.). Wiedeń: Hoelder-Pichler-Tempsky, 1866, s. 142–145, seria: CSEL Vol. 1. (łac.). List drugi, do diakona Aureliusza.
- Epistula tertia. W: Sulpicii Severi libri qui supersunt. Carolus Halm (ed.). Wiedeń: Hoelder-Pichler-Tempsky, 1866, s. 146–151, seria: CSEL Vol. 1. (łac.). List trzeci.
- Dialoges. W: Sulpicii Severi libri qui supersunt. Carolus Halm (ed.). Wiedeń: Hoelder-Pichler-Tempsky, 1866, s. 152–216, seria: CSEL Vol. 1. (łac.). Dialogi.

### Polskie tłumaczenia dzieł Sulpicjusza Sewera
- Andrzej Bober (tł.). Kronika Sulpicjusza Sewera. „Śląskie Studia Historyczno-Teologiczne”. XIX-XX, s. 184–210, 1986. Katowice: Księgarnia Świętego Jacka.
- Sulpicjusz Sewer: Żywot świętego Marcina. W: Sulpicjusz Sewer: Pisma o św. Marcinie z Tours. Polikarp Jan Nowak (tł.). Kraków: Tyniec. Wydawnictwo Benedyktynów, 1995, s. 49–90. ISBN 83-85433-52-X.
- Sulpicjusz Sewer: Listy. W: Sulpicjusz Sewer: Pisma o św. Marcinie z Tours. Polikarp Jan Nowak (tł.). Kraków: Tyniec. Wydawnictwo Benedyktynów, 1995, s. 91–108. ISBN 83-85433-52-X.
- Sulpicjusz Sewer: Dialogi o życiu świętego Marcina. W: Sulpicjusz Sewer: Pisma o św. Marcinie z Tours. Polikarp Jan Nowak (tł.). Kraków: Tyniec. Wydawnictwo Benedyktynów, 1995, s. 109–190. ISBN 83-85433-52-X.

### Literatura
- Andrzej Bober. Kronika Sulpicjusza Sewera. „Śląskie Studia Historyczno-Teologiczne”. XIX-XX, s. 183–184, 1986. Katowice: Księgarnia Świętego Jacka.
- Maria Cytowska, Hanna Szelest: Literatura rzymska. Okres cesarstwa – autorzy chrześcijańscy. Warszawa: Państwowe Wydawnictwo Naukowe, 1994. ISBN 83-01-11526-2.
- Ernst Robert Curtius: Literatura europejska i łacińskie średniowiecze. Kraków: Wydawnictwo Universitas, 1997. ISBN 83-7052-128-2.
- Marek Starowieyski: Wstęp. W: Sulpicjusz Sewer: Pisma o św. Marcinie z Tours. Kraków: Tyniec. Wydawnictwo Benedyktynów, 1995, s. 11–39. ISBN 83-85433-52-X.